# Angry Chair
Singles de Alice in Chains
Them Bones Down in a Hole
Angry Chair est une chanson du groupe de rock américain Alice in Chains. C'était le troisième single de leur album Dirt (1992). Il apparaît comme la onzième chanson sur certains exemplaires de l'album et la douzième ou le dixième sur les autres. La chanson a été inclus sur la compilation albums Nothing Safe: Best of the Box (1999), Music Bank (1999), Greatest Hits (2001) et The Essential Alice in Chains (2006).

## Origine et enregistrement
La chanson a été l'une des rares à avoir été entièrement écrites par le chanteur Layne Staley pour le groupe. Dans les notes de pochette de 1999 de Music Bank, le guitariste Jerry Cantrell dit de la chanson :
« Cette chanson est géniale. Je suis très fier de Layne pour l'avoir écrite. Quand je me suis proposé pour chanter dans le passé, il m'a tellement soutenu, et voilà un bel exemple où lui s'est proposé à la guitare et a écrit un chef-d'œuvre »

## Sortie et réception
"Angry Chair" est sorti en single en 1992. "Angry Chair" a atteint la 34e position Billboard Mainstream Rock Tracks chart et au numéro 27 sur le Billboard Modern Rock Tracks chart. Le single en Angleterre est sorti en mai 1993. "Angry Chair" atteint le top 40 au Royaume-Uni et le top 30 en Irlande.
Ned Raggett de Allmusic a déclaré que « Layne Staley et Jerry Cantrell sont sans surprise ceux qui transforment la chanson en quelque chose de vraiment spectaculaire" et a ajouté que les caractéristiques de la chanson "envoûtantes versets, sinistre, echo-enveloppés et inculpés d'une destruction imminente. »

## Clip
Le clip pour "Angry Chair" est sorti en 1992 et a été réalisé par Matt Mahurin, qui a ensuite dirigé le clip de "No Excuses".

## Liste des chansons
1. "Angry Chair" – 4:47
2. "Brother" – 4:27 (de Sap)

Limited Edition 4 Track Picture CD
1. "Angry Chair" – 4:51 (de Dirt)
2. "I Know Somethin' (bout You)" – 4:24 (de Facelift)
3. "It Ain't Like That" (live) – 4:40
4. "Hate to Feel" (live) – 5:35

## Personnel
- Layne Staley– rhythm guitar, lead vocals
- Jerry Cantrell – lead guitar, vocals
- Mike Starr – basse
- Sean Kinney– drums